# Valentino Baldissera
Valentino Baldissera (San Tomaso di Majano, 20 giugno 1840 – Gemona del Friuli, 26 giugno 1906) è stato un presbitero e storico italiano.
Fu anche archivista e bibliotecario. Fondò la biblioteca di Gemona del Friuli, a lui intitolata.
Noto come importante storiografo del territorio di Gemona. Durante la sua attività riordinò l'archivio storico comunale e fondò la biblioteca civica. Ebbe scambi epistolari con Giosuè Carducci e fu amico di Antonio Fogazzaro.
Nel 2006, in occasione del centenario della sua scomparsa, è stata organizzata una mostra monografica a lui dedicata a Palazzo Elti (Gemona del Friuli).

## Opere
- L'ospedale di San Michele in Gemona: Relazione storica, Gemona, Tip. Tessitori, 1887
- Quae advenae festino Glemonae visenda, Gemona, Ex Typ. Dominici Del Bianco, 1899
- Alcune brevi notizie sulla nobile famiglia di Prampero, Gemona, Cromotip. Di Antonio Tessitori, 1904